# Tromsøbadet

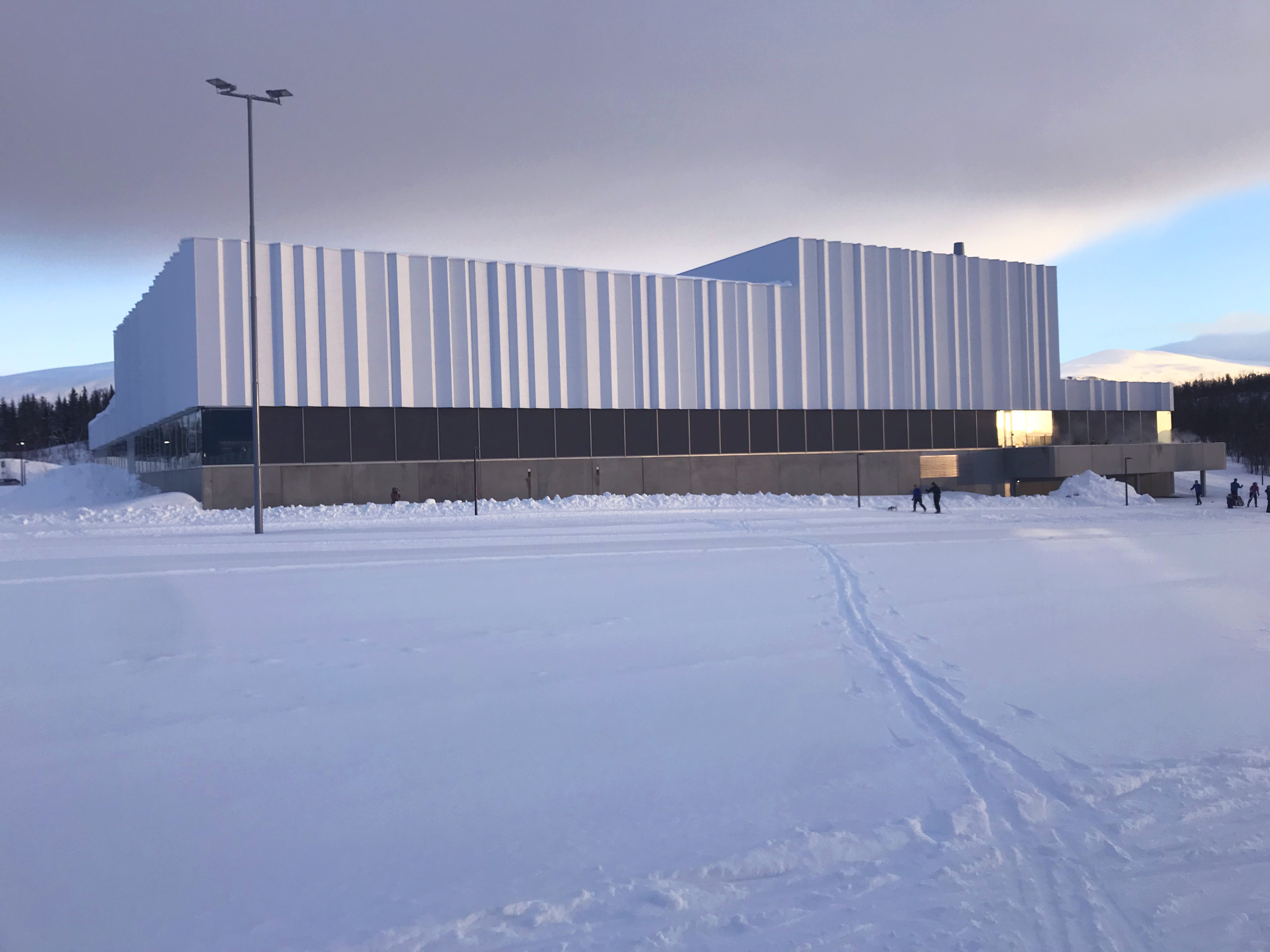
Tromsøbadet.

Tromsøbadet är ett badhus på ön Tromsøya i Tromsø i Troms fylke i Nordnorge.
Badanläggningen öppnades den 24 augusti 2019 och hade på själva invigningsdagen 1900 besökande gäster. Badhuset har bland annat diverse vattenaktiviteter, vattenrutschbana, en stor badbassäng och dessutom en hög klättervägg.  
Badhuset ligger ganska centralt på själva Tromsøya, och väldigt nära elljusspår och stigar på ön, så man har lagt mycket tillrätta för att det skall vara enkelt att komma dit både med cykel, till fots och med skidor. Det är därför många cykelparkeringsplatser, och man har också plats till 108 par skidor alldeles utanför huset. Det är givetvis också bra bussförbindelser och parkeringsplatser för bil. 
I huset finns det butik, café och man har stor aktivitet runt detta med simskola för invånarna i Troms.